# Toyota C-HR
Toyota C-HR – samochód osobowy typu kompaktowy crossover produkowany przez japoński koncern Toyota od 2016 roku. Od 2023 roku produkowana jest druga generacja modelu.

## Pierwsza generacja

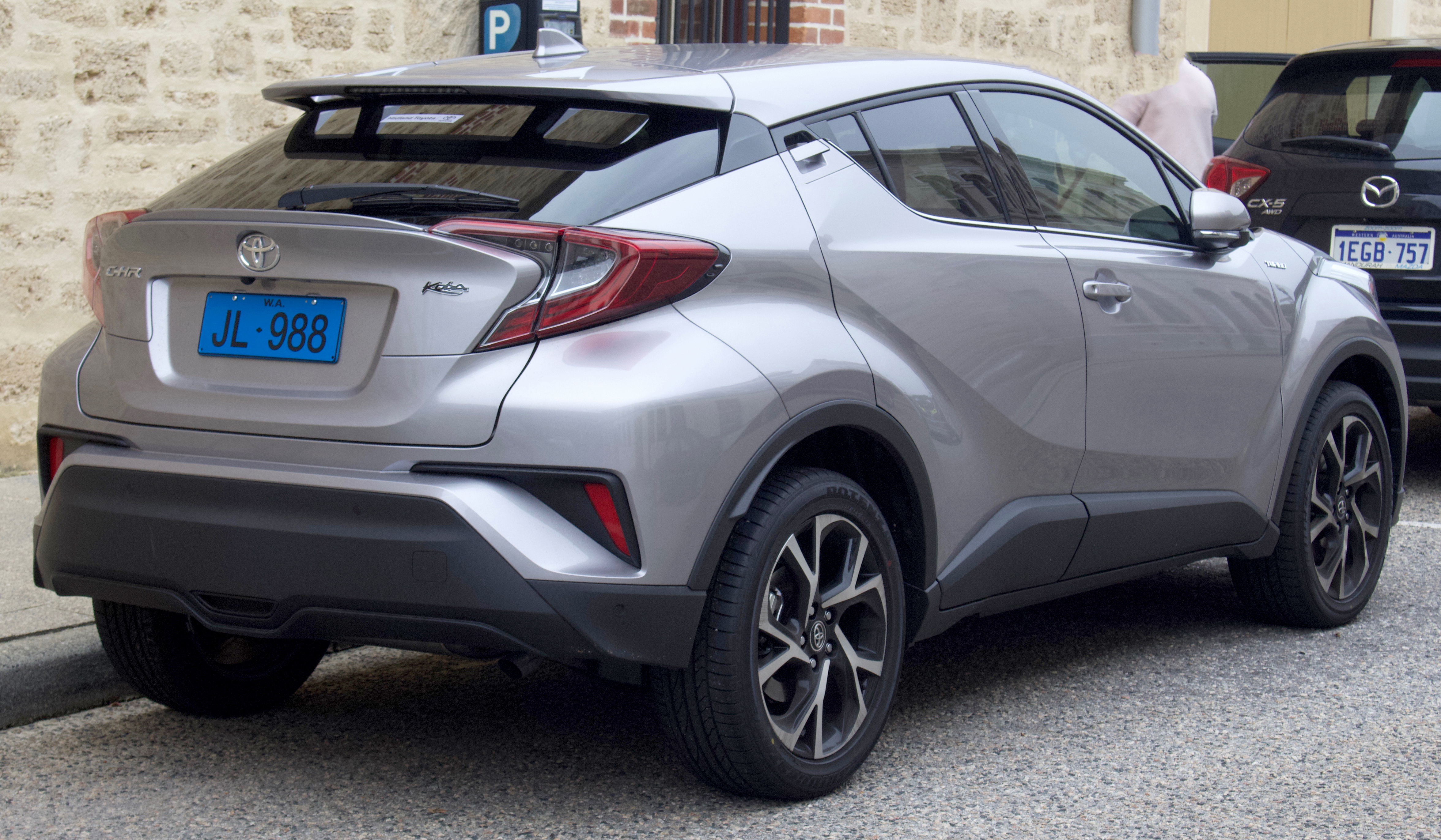
Toyota C-HR I – tył

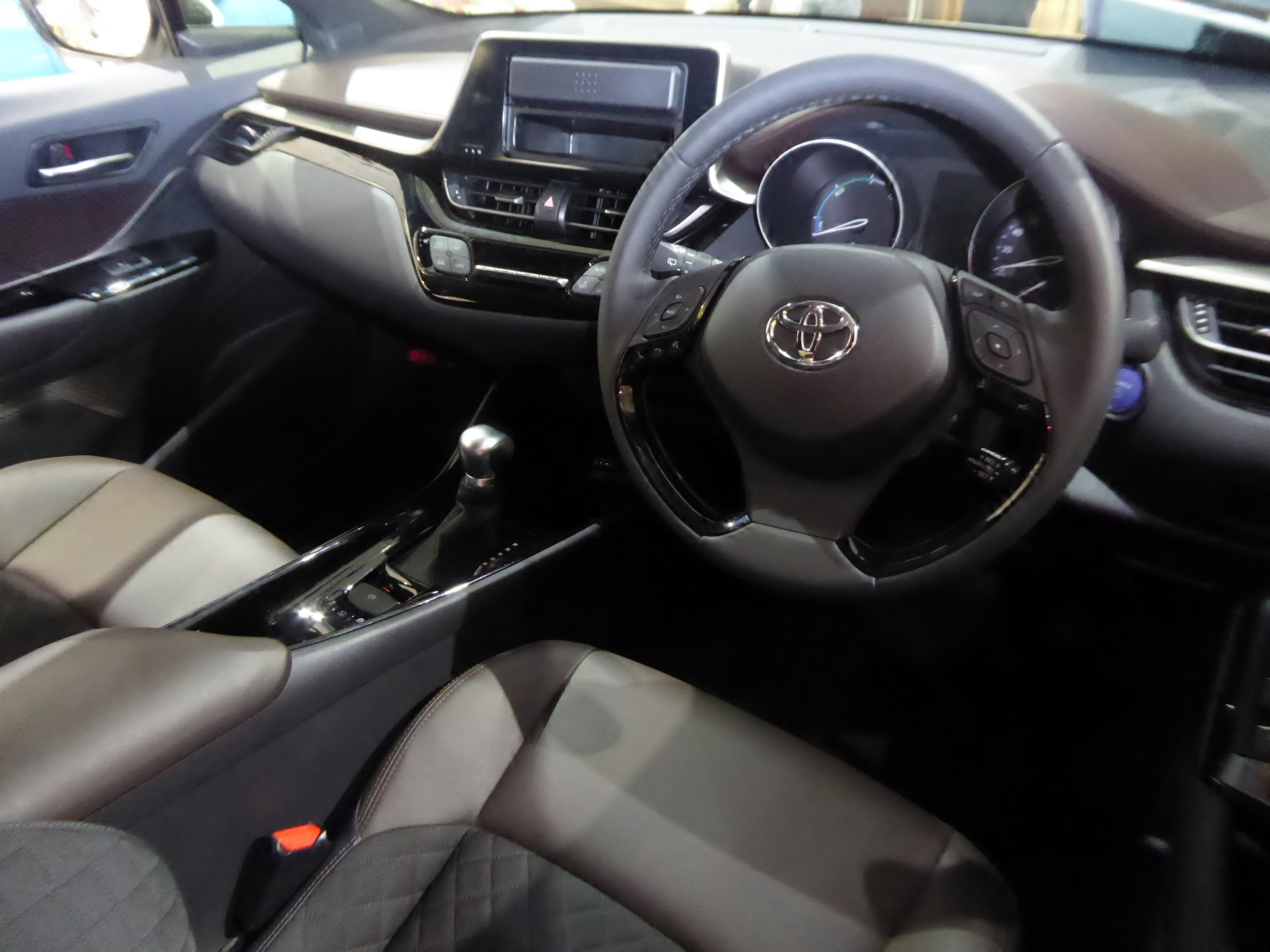
Toyota C-HR – deska rozdzielcza

Pomysł producenta na stworzenie własnej odpowiedzi na Nissana Qashqaia po raz pierwszy zobrazował prototyp C-HR zaprezentowany w 2014 roku w Paryżu. Toyota szybko ogłosiła plany wdrożenia produkcyjnej wersji z racji dostrzegania ogromnego potencjału w segmencie kompaktowych crossoverów. Za uzupełnieniem gamy samochodem o takim nadwoziu przemawiało także istnienie luki, jaka powstała po tym, jak czwarta generacja modelu RAV4 przez wymiary awansowała do segmentu SUV-ów klasy średniej. Drugi koncepcyjny model zadebiutował w 2015 roku na targach we Frankfurcie. 
Oficjalne zdjęcia produkcyjnej wersji modelu C-HR pojawiły się w marcu 2016 roku, chwilę przed światowym debiutem na salonie samochodowym w Genewie. Pojazd wywołał poruszenie odważną stylistyką, która w zaskakująco niskim stopniu odbiegała od wersji studyjnej. Najbardziej charakterystyczne elementy wyglądu kompaktowego crossovera Toyoty to wielkie, szerokie przednie reflektory dominujące wygląd pasa przedniego, wyraźnie zaznaczone tylne nadkola, wystające poza obrys nadwozia klosze tylnych świateł, a także ukryta klamka tylnych drzwi oraz spoiler. Wygląd auta łączy elementy wyglądu hatchbacka, coupe oraz SUV-a. Z racji specyficznego, mało rodzinnego, charakteru auta typowego dla najmniejszych crossoverów na rynku niektóre źródła podawały błędne spekulacje, iż jest on crossoverem segmentu B i odpowiedzią na takie modele jak Nissan Juke czy Renault Captur – de facto C-HR jest autem o segment większym i celuje przede wszystkim w takie samochody jak Mitsubishi ASX i Nissan Qashqai, o czym świadczą przede wszystkim jego wymiary. Dopiero pół roku po premierze producent ujawnił oficjalne zdjęcia wnętrza modelu C-HR. Deska rozdzielcza odznacza się ograniczoną do minimum liczbą przycisków i przełączników. Dominuje ją ekran dotykowy, z którego sterować można m.in. radiem czy nawigacją satelitarną.
Do C-HR trafiły różne źródła napędu – auto wyposażone jest w napęd hybrydowy (silnik 1.8 o kodowej nazwie X2ZR-W22U) pochodzący z Toyoty Prius czwartej generacji, a także w znany z drugiej generacji modelu Auris turbodoładowany silnik benzynowy o pojemności skokowej 1,2 l i mocy 116 KM (na niektórych rynkach również 2,0 l).
Pierwszym rynkiem, gdzie do sprzedaży trafił nowy model Toyoty, była Europa, dla której C-HR jest wytwarzany w tureckiej fabryce marki. Produkcja przedseryjna ruszyła tam latem 2016 roku, a seryjna w listopadzie tego samego roku. Akcja przedsprzedażowa w Polsce rozpoczęła się na początku września 2016 roku. W grudniu samochód trafił do sprzedaży w Japonii. Na potrzeby rodzimego rynku C-HR jest produkowany w fabryce Toyota Motor East Japan w prefekturze Iwate. C-HR sprzedawany jest także w USA, gdzie oferuje się go nie, jak spekulowano wcześniej, pod marką Scion, ale, z racji jej likwidacji, jako Toyota. Oficjalna sprzedaż w Polsce rozpoczęła się 14 stycznia 2017.

### Lifting
W 2019 samochód przeszedł facelifting. Została lekko zmieniona sylwetka pojazdu. Do gamy dodatkowo trafiła też wersja 2.0 hybrid, która ma moc 184 KM. Samochód trafił do salonów w 2020.

### Nagrody i wyróżnienia
W grudniu 2016 roku C-HR został nominowany do nagrody Car of the Year 2017 jako jeden z 7 kandydatów. 
W lutym 2017 ogłoszono, że C-HR znalazł się na liście półfinalistów World Car of the Year 2017 i World Car Design of the Year 2017.
W lutym 2017 Toyota C-HR wygrała w kategorii „Premiera motoryzacyjna” w 15. edycji plebiscytu Auto Lider 2016.
W marcu 2017 Toyota C-HR zdobyła 5 gwiazdek w testach zderzeniowych Euro NCAP

### Sprzedaż w Polsce
W 2016 roku Toyota sprzedała w Polsce 755 C-HR, w tym 568 egzemplarzy hybrydowych i 187 aut z silnikiem 1.2 Turbo.
W styczniu 2017 Toyota Motor Poland sprzedała 905 egzemplarzy C-HR, w tym 633 hybrydy i 272 z silnikiem 1.2 Turbo
W 2017 roku w Polsce sprzedano łącznie 7 355 sztuki Toyoty C-HR. Samochód zajął 17 lokatę.
W 2018 roku w Polsce sprzedano 5 341 egzemplarzy Toyoty C-HR w wersji hybrydowej, co czyni ten model najpopularniejszym samochodem hybrydowym w kraju.

## Druga generacja

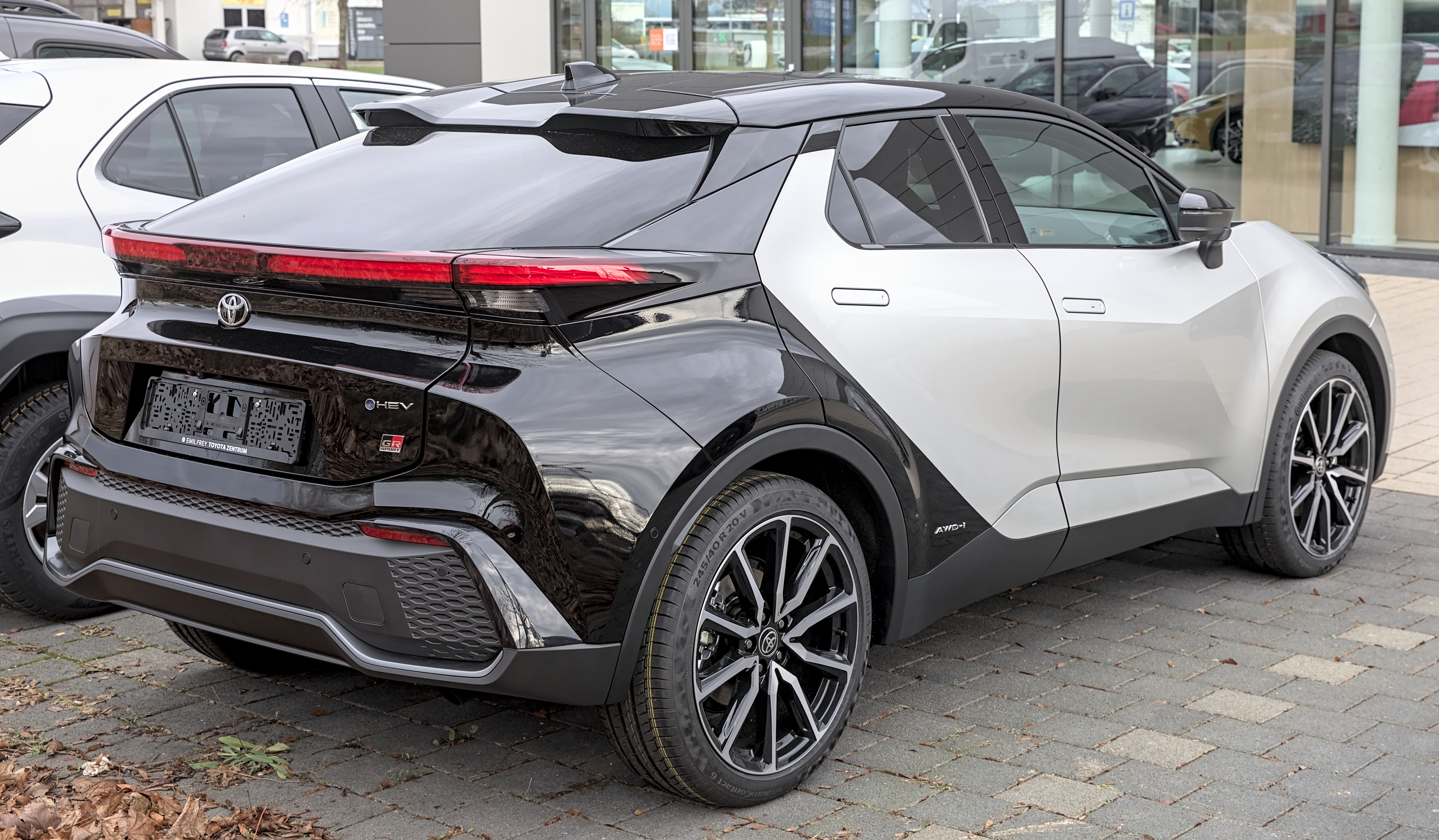
Toyota C-HR II – tył

Toyota C-HR II została zaprezentowana po raz pierwszy 26 czerwca 2023.

## Wersje studyjne

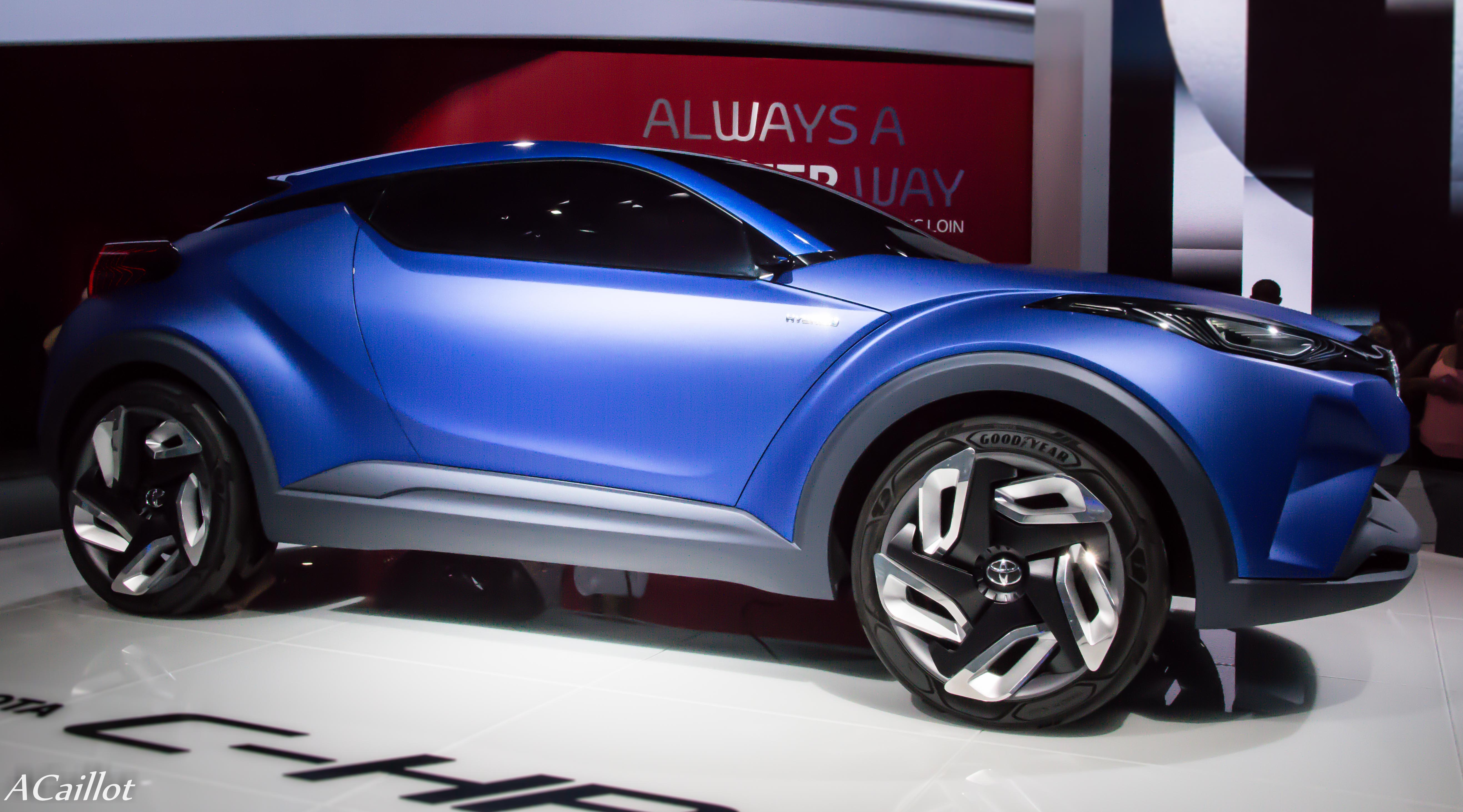
Toyota C-HR Concept z 2014 roku

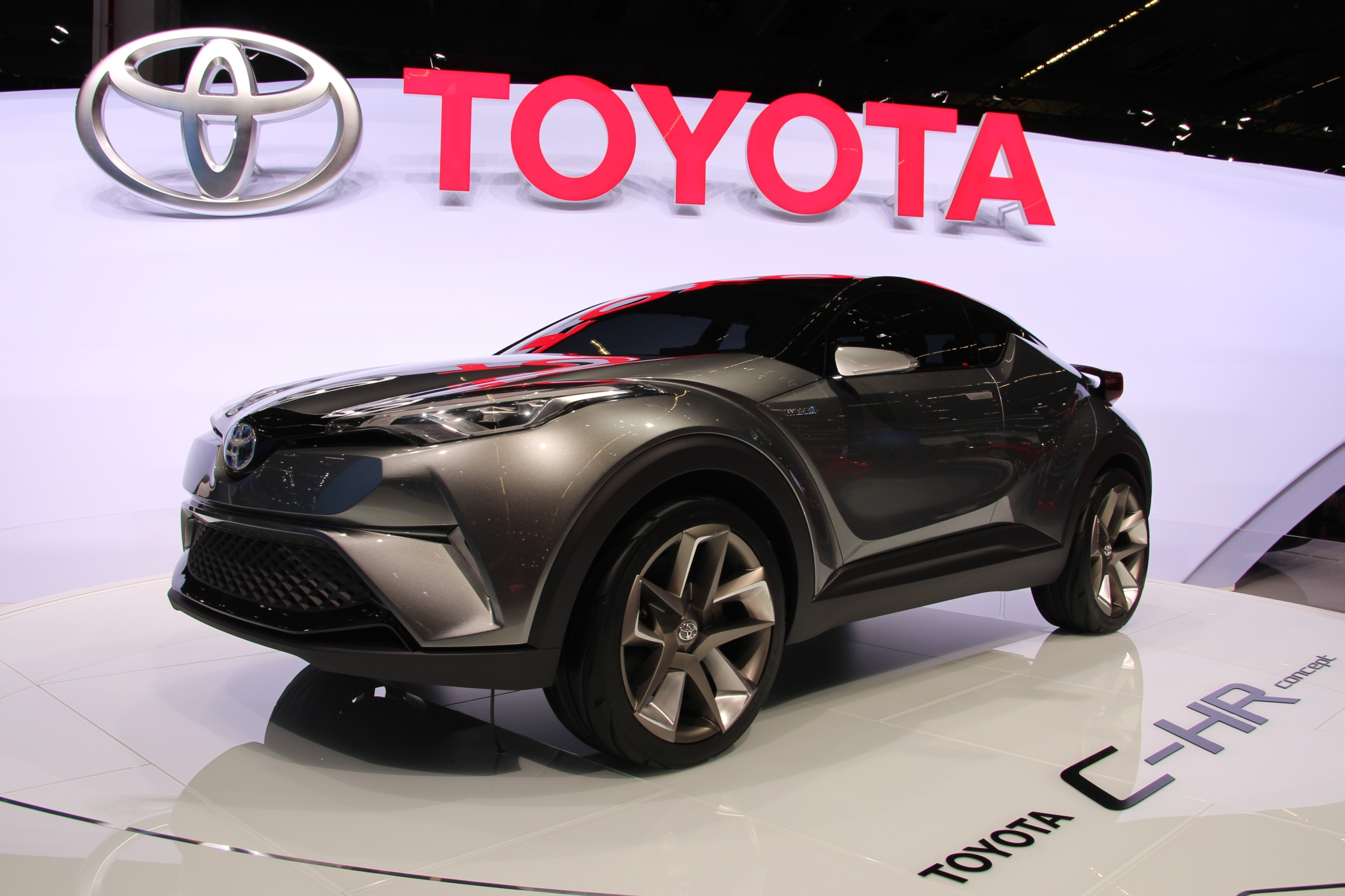
Toyota C-HR Concept z 2015 roku

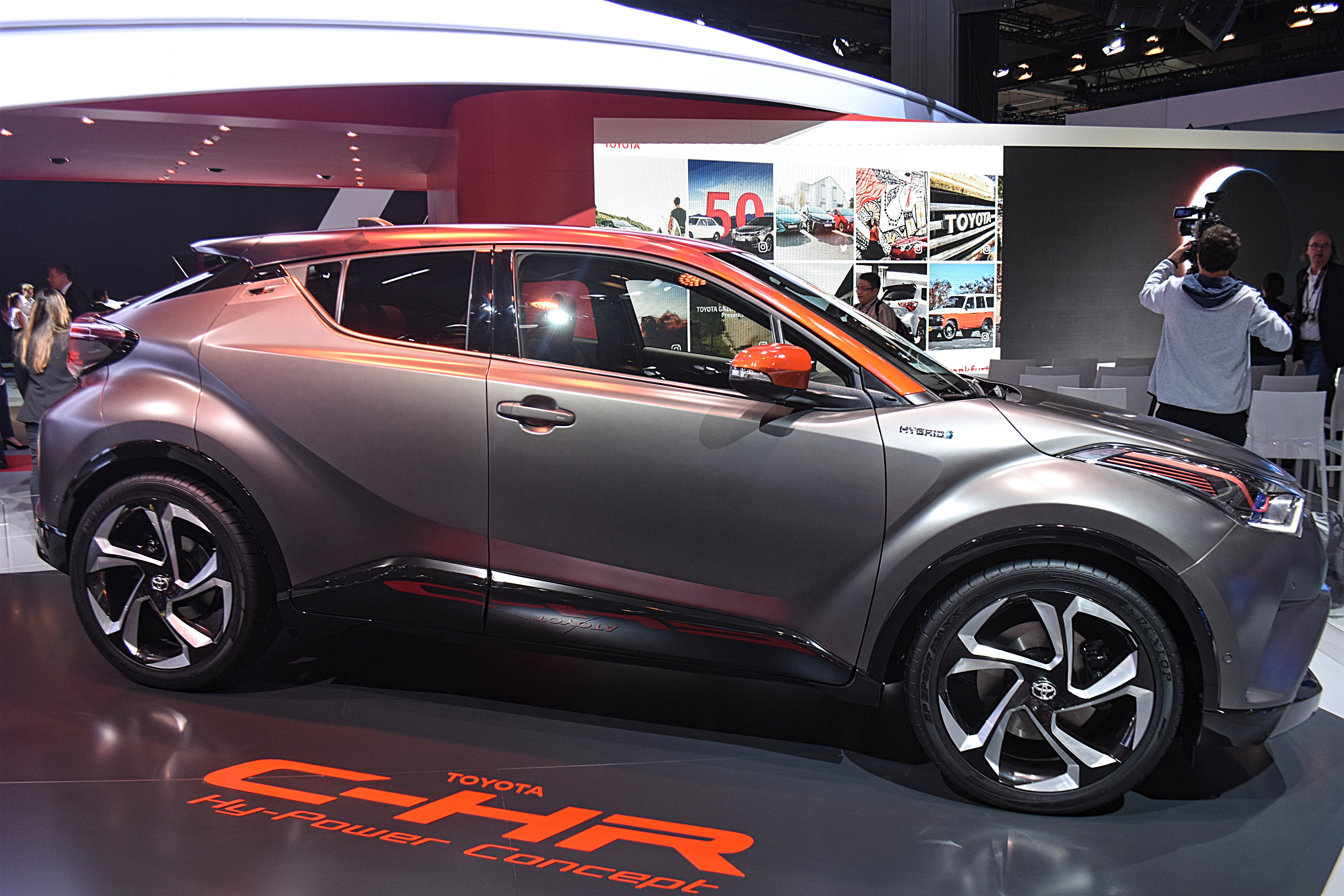
Toyota C-HR Hy-Power Concept z 2017 roku

Seryjną wersję modelu C-HR poprzedziła prezentacja dwóch wersji studyjnych.

### 2014
W październiku 2014 roku podczas Salonu Samochodowego w Paryżu zadebiutował pierwszy, 3-drzwiowy koncepcyjny crossover C-HR z napędem hybrydowym.. Pojazd wyróżniała muskularna i masywna sylwetka z dużymi, szerokimi reflektorami i licznymi ostrymi kantami. Już wtedy Toyota zapowiedziała, że futurystyczne studium trafi do sprzedaży w seryjnej i mało, względem wersji studyjnej, zmienionej formie w niedalekiej przyszłości. Toyota po prezentacji w 2014 roku prezentowała swój prototyp także w 2015 roku na salonie samochodowy w Genewie.

### 2015
We wrześniu 2015 roku Toyota zaprezentowała drugi koncepcyjny model na Salonie Samochodowym we Frankfurcie. Był to 5-drzwiowy crossover o dużych nadkolach, muskularnej sylwetce i dachu w stylu coupe, z klamkami tylnych drzwi ukrytymi w słupkach C. Auto seryjne powstało na podstawie tego konceptu i jest do niego bardzo podobne.

### 2017
W 2017 roku, również na Salonie Samochodowym we Frankfurcie, zaprezentowano koncepcyjną wersję C-HR Hy-Power. Za opracowanie tego projektu odpowiada studio ED2, europejska pracownia stylistyczna Toyoty mająca siedzibę pod Niceą. Od podstawowej wersji samochód odróżnia się przede wszystkim pomarańczowymi wstawkami w nadwoziu oraz we wnętrzu, a także dachem pokrytym kolorową folią. Auto skonstruowano również z myślą o zastosowaniu napędu hybrydowego o wyższych osiągach.